# Список умерших в 1785 году
В этой статье представлен список известных людей, умерших в 1785 году.
См. также: Категория:Умершие в 1785 году

## Январь
- 3 января — Галуппи, Бальдассаре — итальянский композитор.

## Февраль
- 11 февраля — Али Мурад-шах — шах Персии (Ирана) из династии Зендов (1781—1785).
- 23 февраля — Паллавичино, Ладзаро Опицио — кардинал, папский дипломат.
- 23 февраля — Буонапарте, Карло — корсиканский политик, отец Наполеона Бонапарта.

## Апрель
- 2 апреля — Мабли, Габриэль Бонно де — французский социальный философ, автор работ по международному праву.
- 24 апреля — Фридрих Мекленбургский — герцог Мекленбурга, правивший в Мекленбург-Шверине.

## Май
- 8 мая — Шуазёль, Этьен Франсуа де — французский государственный деятель.
- 8 мая — Пьетро Лонги — итальянский художник.

## Июнь
- 15 июня — Розье, Пилатр де — французский физик и химик.
- 30 июня — Джеймс Оглторп — британский генерал, основатель колонии Джорджия.

## Ноябрь
- 18 ноября — Луи-Филипп I — герцог Орлеанский.

## Декабрь
- 20 декабря — Карл Фридрих Гогенцоллерн-Зигмаринген — 6-й владетельный князь Гогенцоллерн-Зигмаринген.
- 29 декабря — Ролле, Иоганн Генрих — немецкий композитор и музыкальный педагог.